# Повідомлення (Apple)
Повідомлення — вбудований за умовчанням застосунок для обміну миттєвими повідомленнями, розроблений Apple Inc. для своїх операційних систем macOS, iOS, iPadOS і watchOS.
Мобільна версія Повідомлень на iOS використовується на iPhone та iPad, також підтримує SMS та MMS через заміну попередньої програми обміну текстовими повідомленнями «Text», починаючи з iPhone OS 3. Користувачі можуть визначити різницю між повідомленнями, надісланими через SMS, і повідомленнями, надісланими через iMessage, оскільки бульбашки будуть виглядати зеленими для SMS або синіми для iMessage.
Настільний додаток Повідомлення замінив iChat як власний клієнт обміну миттєвими повідомленнями OS X з випуском OS X Mountain Lion у липні 2012 року. Попри те, що він успадковує більшість функцій iChat, Messages також підтримує iMessage, службу обміну повідомленнями Apple для iOS, а також інтеграцію FaceTime.

## Версії iOS та iPadOS

Чат з листуванням iMessage у Повідомленнях на iOS 9

Apple випустила Повідомлення для iPhone як вбудовану програму з iPhone OS 3.0 17 червня 2009 р.. Він замінив програму Text, яка була рідною програмою обміну повідомленнями з моменту створення iPhone. Зміна назви відбулася завдяки тому, що iPhone отримав рідну підтримку протоколу MMS, на додаток до раніше доступного протоколу SMS. Оригінальний iPhone не отримав підтримки MMS, посилаючись на апаратні проблеми. Повідомлення також отримали підтримку для обміну контактами за допомогою стандарту vCard. Інші зміни включали підтримку копіювання та вставлення та можливість пересилання або видалення кількох повідомлень одночасно.
Повідомлення отримали незначні оновлення з iOS 4. Серед нових функцій була можливість пошуку в текстових повідомленнях, подібно до функції пошуку в пошті. Він також додав підтримку відображення кількості символів для сповіщення про перевищення стандартного обмеження кількості SMS. iOS 4.0 також включала підтримку червоного знака оклику, який відображався на піктограмі програми, щоб попередити про неможливість надсилання повідомлення . Розробники отримали новий API, який дозволив їм додавати вбудовані функції обміну повідомленнями до своїх додатків.
Підтримка iMessage була додана до iOS 5 12 жовтня 2011 р.  iPhone підтримував SMS, MMS та iMessage, тоді як iPad та iPod touch підтримували лише iMessage. За допомогою iMessage користувачі могли надсилати текстові, графічні повідомлення та контакти через Wi-Fi або 3G на інші пристрої iOS 5, не використовуючи квоту оператора. Крім того, користувач міг розпочати розмову на одному пристрої та продовжити на іншому. Повідомлення також вводили вказівки набору тексту, квитанції про доставку та прочитання . З появою Центру сповіщень нові SMS, MMS або iMessages можна було побачити на екрані блокування або, витягнувши Центр сповіщень.
iOS 6 допомогла покращити синхронізацію між кількома пристроями. Користувачі iPod touch та iPad тепер могли використовувати свої номери телефонів iPhone для надсилання та отримання повідомлень iMessages. Раніше користувачі iPhone не могли отримувати повідомлення iMessages, надіслані на їх номер телефону на iPad або iPod touch. Тепер користувачі можуть додавати додаткові електронні листи для отримання та надсилання повідомлень на будь-якому пристрої. iOS 6 також додала кнопку Спільний доступ у таких додатках, як Safari та Фотографії, що дозволило користувачам ділитися посиланнями та фотографіями за допомогою SMS/MMS або iMessage, не виходячи з програми.
Повідомлення отримали новий інтерфейс користувача в iOS 7. Apple також дозволила користувачам бачити дату публікації повідомлення, проводячи пальцем справа наліво. У iOS 8 користувачі можуть надсилати аудіо- та відеоповідомлення, утримуючи кнопку запису. У групових бесідах користувачі можуть видалити/додати когось у ланцюжок, назвати ланцюжок, поділитися своїм розташуванням у ланцюжку, переглянути всі вкладення та ввімкнути режим «Не турбувати», щоб не отримувати сповіщення з певного ланцюжка. Як частина нової функції безперервності, користувачі тепер можуть використовувати свої iPhone як ретранслятор для надсилання та отримання SMS та MMS-повідомлень на Mac і iPad. У iOS 9 додаток отримав перероблене накладання під час надсилання аудіокліпу, а також дозволив побачити фотографії контактів у вигляді списку на iPhone 6 або пізнішої версії. З iOS 10 додаток має власний App Store, що дозволяє користувачеві завантажувати сторонні програми, що дозволяють користувачам надсилати наклейки та грати в ігри всередині програми. Він також отримав нові візуальні ефекти, наприклад, бульбашки чату з «гучним» або «ніжним» ефектом .

## Версія watchOS
Повідомлення були включені в кожну версію watchOS на Apple Watch. Розумні годинники Apple можуть надсилати та отримувати SMS і MMS-повідомлення через спарений з вживанням Bluetooth iPhone, тоді як iMessages можна надсилати та отримувати через Wi-Fi без спареного iPhone. Оскільки Apple Watch не має клавіатури, користувачі можуть відповідати на повідомлення за допомогою попередньо встановлених відповідей або тексту, транскрибованого Siri. Apple Watch також може надсилати смайлики, аудіозаписи та намальовані від руки «каракулі».

## версія macOS
Повідомлення було оголошено для OS X як бета-програму 16 лютого 2012 для Mac під управлінням Mac OS X 10.7 "Lion". Стабільний випуск Повідомлень був розпочатий 25 липня 2012 з ОС X Mountain Lion, замінивши iChat. На додаток до підтримки нового протоколу iMessage від Apple, Повідомлення зберегли підтримку AIM, Yahoo Messenger, Google Talk та Jabber.
Повідомлення об’єднує нещодавно доданий Центр сповіщень для сповіщеннь про вхідні повідомлення. Введення нової кнопки Share у таких програмах, як Safari, Finder та Preview, дало користувачам можливість ділитися посиланнями на вебсторінки, фотографії та файли. Повідомлення також підтримували перетягування файлів та фотографій для спільного використання. Він також підтримує відеодзвінки через FaceTime від Apple та сторонні служби обміну миттєвими повідомленнями, які він вже підтримує. З виходом OS X Mountain Lion 10.8.2, Повідомлення отримали можливість надсилати та отримувати iMessages, використовуючи номер телефону iPhone.
Повідомлення отримали значний редизайн в OS X Yosemite, слідуючи плоскому дизайну, введеному в iOS 7. Як частина нової функції Continuity, користувачі можуть надсилати та отримувати SMS та MMS-повідомлення через спарені iPhone на iOS 8 або новішої версії.
macOS Big Sur відмовився від оригінальної кодової бази на користь перенесення версії iOS за допомогою Catalyst . Це було зроблено, щоб зберегти паритет функцій з iOS ще до того, як версія Mac відставала. Big Sur приніс закріплення розмов, можливість згадувати людей, пошук повідомлень та інші інструменти для надсилання повідомлень, таких як Memoji.

## Прийом

### Похвала
Як функція хедлайнерів в iOS 5, Messages широко розглядали і зустріли досить позитивні відгуки.
Данте Чеза з Engadget у своєму огляді високо оцінив "блиск" у виконанні Apple повідомлень. Він похвалив те, як Повідомлення не змінювали попередній інтерфейс SMS і автоматично перетворювали SMS/MMS в iMessage, якщо одержувач був зареєстрований; і від iMessage до SMS/MMS, якщо вони перестали користуватися послугою. Ден Морен з Macworld також похвалив страту Apple, сказавши, що "... немає необхідності пояснювати вашим менш технічно підкованим друзям, як вони можуть надіслати вам безкоштовне повідомлення замість SMS; все це робиться автоматично". Ця особливість отримала широку оцінку  .
AnandTech високо оцінила технічні досягнення Apple у програмі Messages, зокрема в iMessage. Вони зазначили, що скасування обмежень кількості символів SMS (140 або 160) допомогло усунути надсилання та отримання повідомлень, розділених на два або більше повідомлень. У своїх тестах вони виявили, що Apple насправді надавала пріоритет використанню стільникових мереж для надсилання текстових повідомлень на відміну від мереж WiFi, незважаючи на можливу затрату на передачу даних. Вони стверджували, що використання даних із текстовим iMessage було достатньо малим, щоб ігнорувати його, особливо коли вважається, що стільникові мережі більш безпечні, ніж WiFi (захищені чи ні). Щодо графічних чи відеоповідомлень, Apple надала пріоритет WiFi, оскільки набагато більше споживання даних у порівнянні з текстом.

### Критика
Більша частина критики щодо Повідомлень стосується iMessage. До випуску iOS 6 та OS X Mountain Lion (10.8.2) неможливість отримувати повідомлення iM, надіслані на номери телефонів iPhone на iPad, iPod touch та Mac, піддавали критиці  . Ця функція була розглянута в iOS 6 для iPhone, iPad та iPod touch та OS X 10.8.2 для Mac.
Повідомлення також потрапили під обстріл через численні випадки падіння служби iCloud від Apple. Повідомлення покладаються на iCloud для надсилання та отримання iMessages   .

## Доступність
Користуючись програмою зчитування з екрану VoiceOver від Apple (як на iOS, так і на macOS), користувачі з вадами зору можуть натискати повідомлення і давати їм прочитати його. Вони також можуть переміщатися в інтерфейсі повідомлень, використовуючи Voice Over. Використання Siri з повідомленнями дозволяє диктувати та надсилати повідомлення лише за допомогою декількох команд. Siri також може читати нові вхідні повідомлення. Розмір шрифту за замовчуванням у Повідомленнях iOS можна редагувати на вкладці Доступність у програмі Налаштування.